# Cabanillas
Cabanillas är en kommun i Spanien.   Den ligger i provinsen Provincia de Navarra och regionen Navarra, i den nordöstra delen av landet, 250 km nordost om huvudstaden Madrid. Antalet invånare är 1 490. Arean är 36 kvadratkilometer.
Terrängen i Cabanillas är platt.